# Romeinse villa aan de Via Neroniana

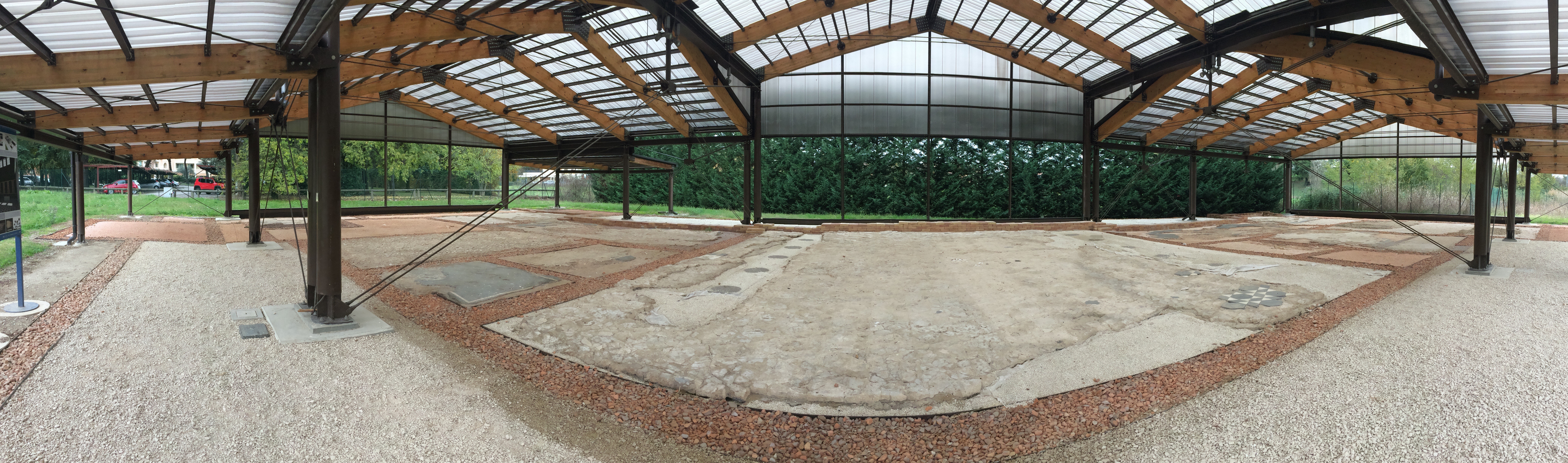
Romeinse villa in Montegrotto Terme. Noorderzijde.

De Romeinse villa aan de Via Neroniana was een luxueus uitgebouwde villa in Montegrotto Terme, een Noord-Italiaanse gemeente in de provincie Padua. De gemeente huisvest daarnaast een grotere archeologische site, namelijk deze van het thermencomplex met theater en nymphaeum gelegen aan de Viale Stazione en de Via Scavi.
De villa bestaat uit twee gebouwen, een noordelijk en een zuidelijk. Het noordelijk gebouw is het best bewaard gebleven doorheen de eeuwen. Het bevat mozaïeken. Hier bevond zich de ontvangstzaal of feestzaal. Het zuidelijk gebouw had portieken en liep over in de tuinen.

## Historiek
De villa dateert van de 1e eeuw; er werd nog bijgebouwd in de 2e eeuw. Na de 4e eeuw waren de gebouwen verlaten. In de loop van de 8e en 9e eeuw werd een hoeve aangebouwd aan het noordelijk deel van de voormalige Romeinse residentie. Tijdens het verder verloop in de middeleeuwen werden daar bovenop silo’s en schuren gebouwd.
Het thermencomplex in Montegrotto Terme werd al open gelegd in de 18e eeuw. Het was pas in 1988 dat onderzoekers van de universiteit van Padua de villa uit de Romeinse tijd ontdekten. Zij deden dit met behulp van radartechnieken. De opgravingen volgden in de jaren 1989-1992.